# Phuphena proselyta
Phuphena proselyta är en fjärilsart som beskrevs av William Schaus 1921. Phuphena proselyta ingår i släktet Phuphena och familjen nattflyn. Inga underarter finns listade i Catalogue of Life.